# Myoictis
Myoictis är ett släkte pungdjur som tillhör familjen rovpungdjur. I sitt yttre liknar de mårddjur eller manguster men de är inte närmare släkt med dessa djurgrupper. Tidigare räknades bara arten Myoictis melas till släktet men numera skiljs mellan upp till fyra arter.
Arterna är:
- Myoictis leucura har ett mindre utbredningsområde på östcentrala Nya Guinea. Den listas av IUCN med kunskapsbrist (DD).
- Myoictis melas hittas på nordvästra Nya Guinea och mindre öar i samma område. Arten är livskraftig (LC).
- Myoictis wallacii eller Myoictis wallacei lever på södra Nya Guinea och på Aruöarna en bit västerut. Den är livskraftig.
- Myoictis wavicus är bara känd från ett litet område på östra Nya Guinea. Arten listas med kunskapsbrist.

## Utseende
Pälsens grundfärg är brun och på individernas rygg finns tre svarta strimmor med gulaktigt eller rödaktigt mellanrum. På det rödbruna huvudet finns en svart strimma över nosen. Främre halsen är ljusröd och buken är gulgrå. Svansen bär rödaktiga hår. Kroppslängden ligger mellan 17 och 25 centimeter och därtill kommer en 15 till 23 centimeter lång svans. Vikten går upp till 200 gram. Honornas pung (marsupium) är inte bra utvecklad och har fyra till sex spenar. Myoictis wavicus är betydlig mindre än de andra arterna.

## Ekologi
Arterna är bara känt från Nya Guinea, Indonesien och mindre öar i närheten. Arten M. walacii förekommer även på Aruöarna. Det är inte mycket känt om arternas levnadssätt. Liksom andra rovpungdjur borde de vara aktiva på natten. Habitatet utgörs främst av regnskog. Födan utgörs delvis av mindre ryggradsdjur som möss och råttor och därför anses de som nyttig av områdets befolkning.
IUCN listar M. melas och M. walacii som livskraftig och de andra två arterna med kunskapsbrist.